# Battles (альбом In Flames)
Battles — дванадцятий студійний альбом шведського метал-гурту In Flames, виданий 11 листопада 2016 року лейблом Nuclear Blast.

## Список композицій
| #   | Назва                | Тривалість |
| --- | -------------------- | ---------- |
| 1.  | «Drained»            | 4:06       |
| 2.  | «The End»            | 3:58       |
| 3.  | «Like Sand»          | 3:43       |
| 4.  | «The Truth»          | 3:04       |
| 5.  | «In My Room»         | 3:25       |
| 6.  | «Before I Fall»      | 3:27       |
| 7.  | «Through My Eyes»    | 3:50       |
| 8.  | «Battles»            | 2:58       |
| 9.  | «Here Until Forever» | 4:19       |
| 10. | «Underneath My Skin» | 3:30       |
| 11. | «Wallflower»         | 7:06       |
| 12. | «Save Me»            | 4:12       |

| Japanese Edition | Japanese Edition                         | Japanese Edition |
| #                | Назва                                    | Тривалість       |
| ---------------- | ---------------------------------------- | ---------------- |
| 13.              | «Greatest Greed»                         | 4:12             |
| 14.              | «Us Against the World»                   | 3:40             |
| 15.              | «Here Until Forever» (Alternate version) | 4:20             |

## Список учасників
Основні музиканти
- Андерс Фріден — вокал
- Бйорн Гелотте — гітара
- Ніклас Енгелін — гітара
- Петер Іверс — бас-гітара
- Джо Рікард — ударні

Запрошені музиканти
- Ер'ян Ернклоо — клавішні, програмування
- Шон Боу — бек-вокал
- Діамманте — бек-вокал
- Ленні Скольнік — бек-вокал
- Джонні Літтен — бек-вокал
- Сідні Тіптон — бек-вокал

Персонал
- Говард Бенсон — продюсер, клавішні
- Блейк Армстронг — дизайн, артворк